# 日产奇骏
日产X-Trail，在中国大陆也譯作日產奇駿，是一款由日產汽車於2000年在日本推出的休旅車，主要競爭對手為豐田RAV4和本田CR-V等車，自2000年生产至今。

## 第一代（代号T30，2000年11月-2007年8月）
于2000年推出，采用日产FF-S平台，動力方面分2.0升自然吸气直列四缸引擎（代号QR20DE）和2.0升涡轮增压直列四缸引擎（代号SR20VET，2002年-2007年可选，仅供日本市场）、2.5升自然吸气直列四缸引擎（代号QR25DE），可选4速自动变速箱/5速或6速手动變速箱，配备全时四驱功能。
2003年7月在日本推出小改款車型，針對內部機能做改善，包含可上調達45度方向機柱、多功能行李置放區，地毯抗水處理、防積水與塵土車室及中央扶手隔熱保溫箱，外觀部分則針對水箱護罩、前後保險桿及鋁圈做全新設計。
台湾本土生产版
第一代奇骏在2002年12月18日由裕隆汽車於台灣正式發表，並於2003年1月上市，在台灣市場表现优异。

2004年3月、5月，台湾本土版奇骏小改款，分別推出Bravo與X-Tango两款特别车型。

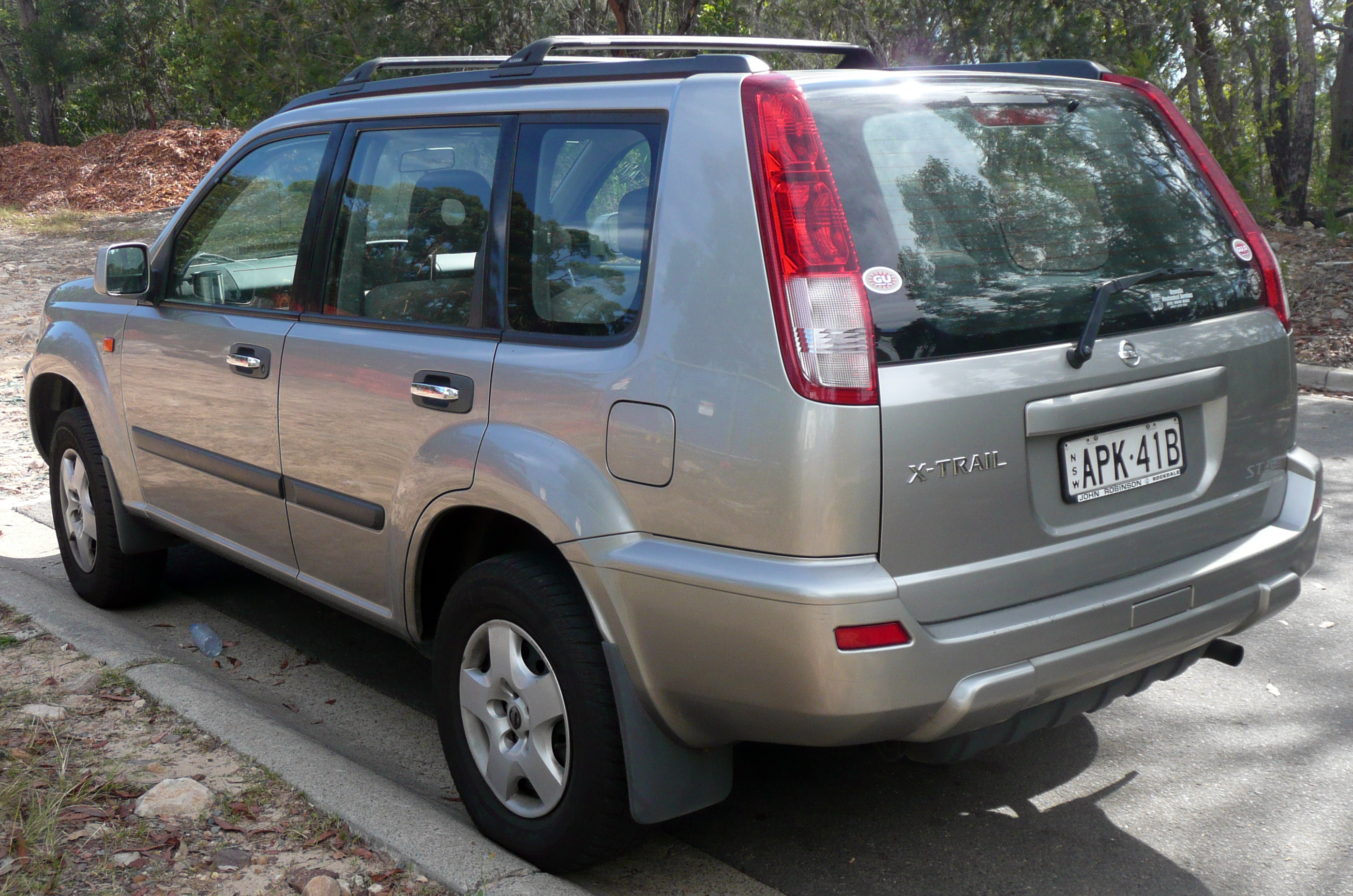
第一代奇骏前期
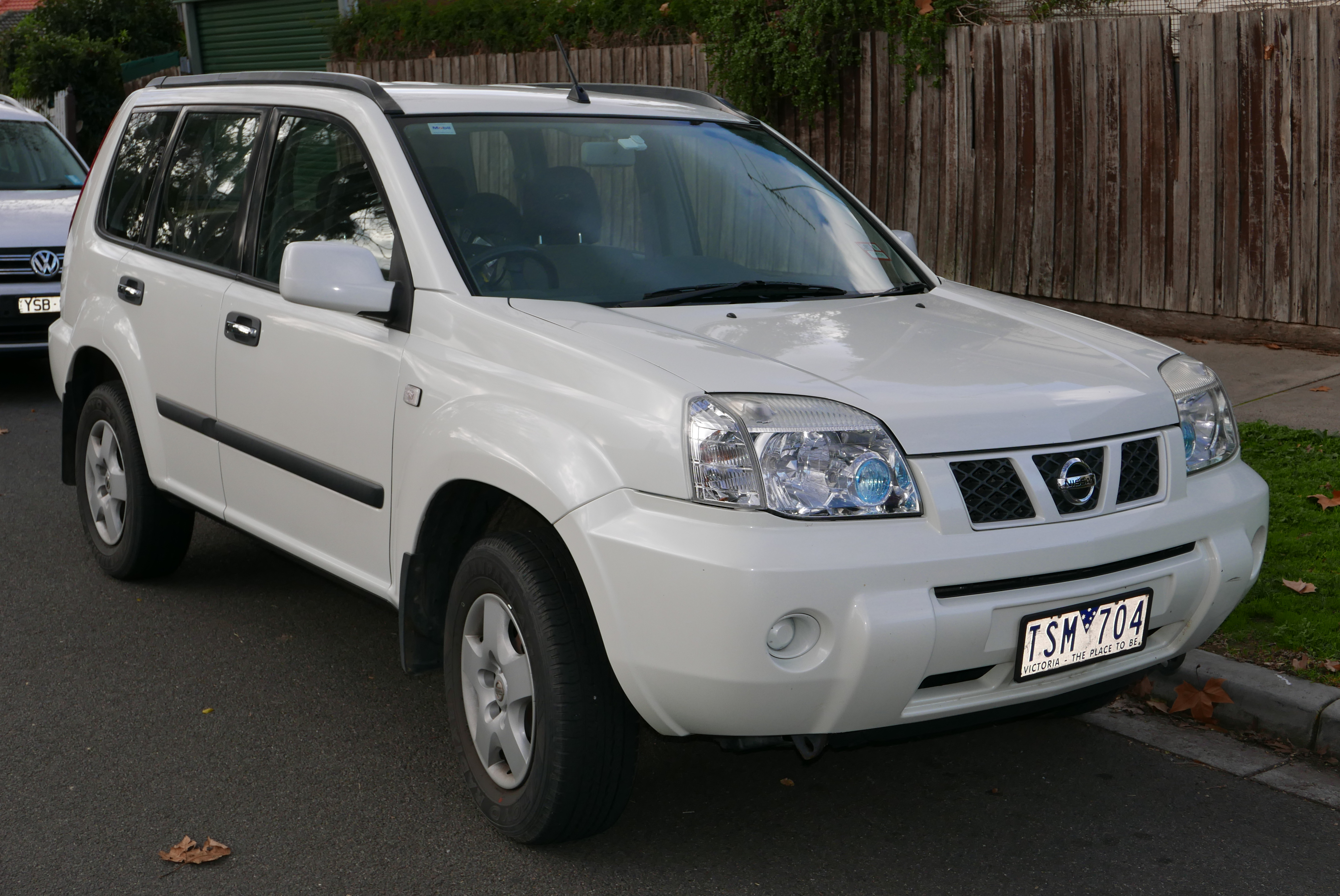
第一代奇骏后期改款
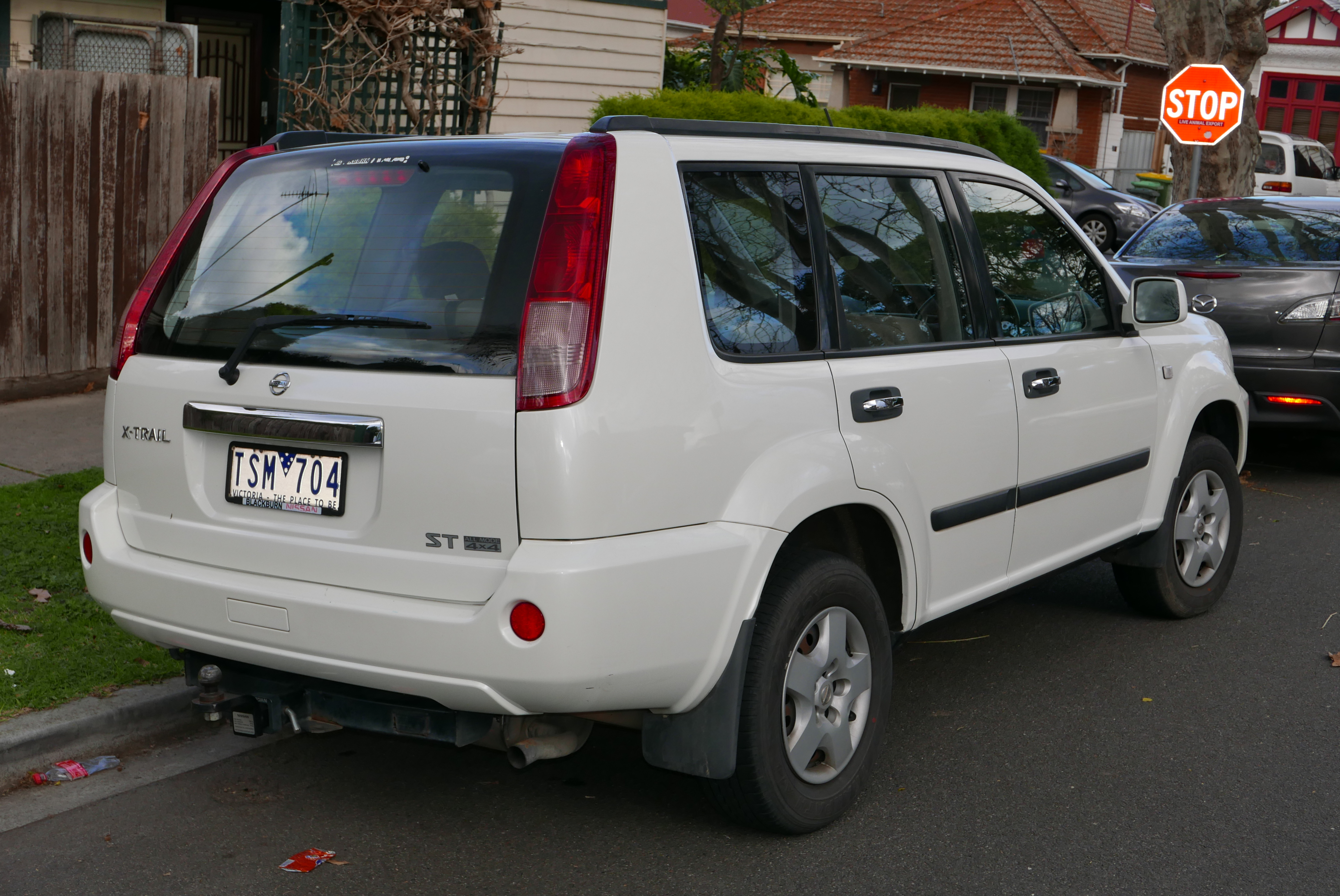
第一代奇骏后期改款（2）

## 第二代（代号T31，2007年8月-2015年2月）
于2007年的日內瓦車展首次公布，同年8月底在日本上市，外觀與內裝部分包括大型鍍鉻水箱護罩，及新設計的前後保險桿還有鋁圈，並提供全新車色跟更高級的座椅皮革材料。
動力系統方面可选2.0升自然吸气直列四缸引擎（代号MR20DE）以及2.5升自然吸气直列四缸引擎（代号QR25DE）引擎；可选6速自动/手动变速箱或无段式变速箱。
2008年11月起，第二代奇骏开始在中国大陆生产并发行。

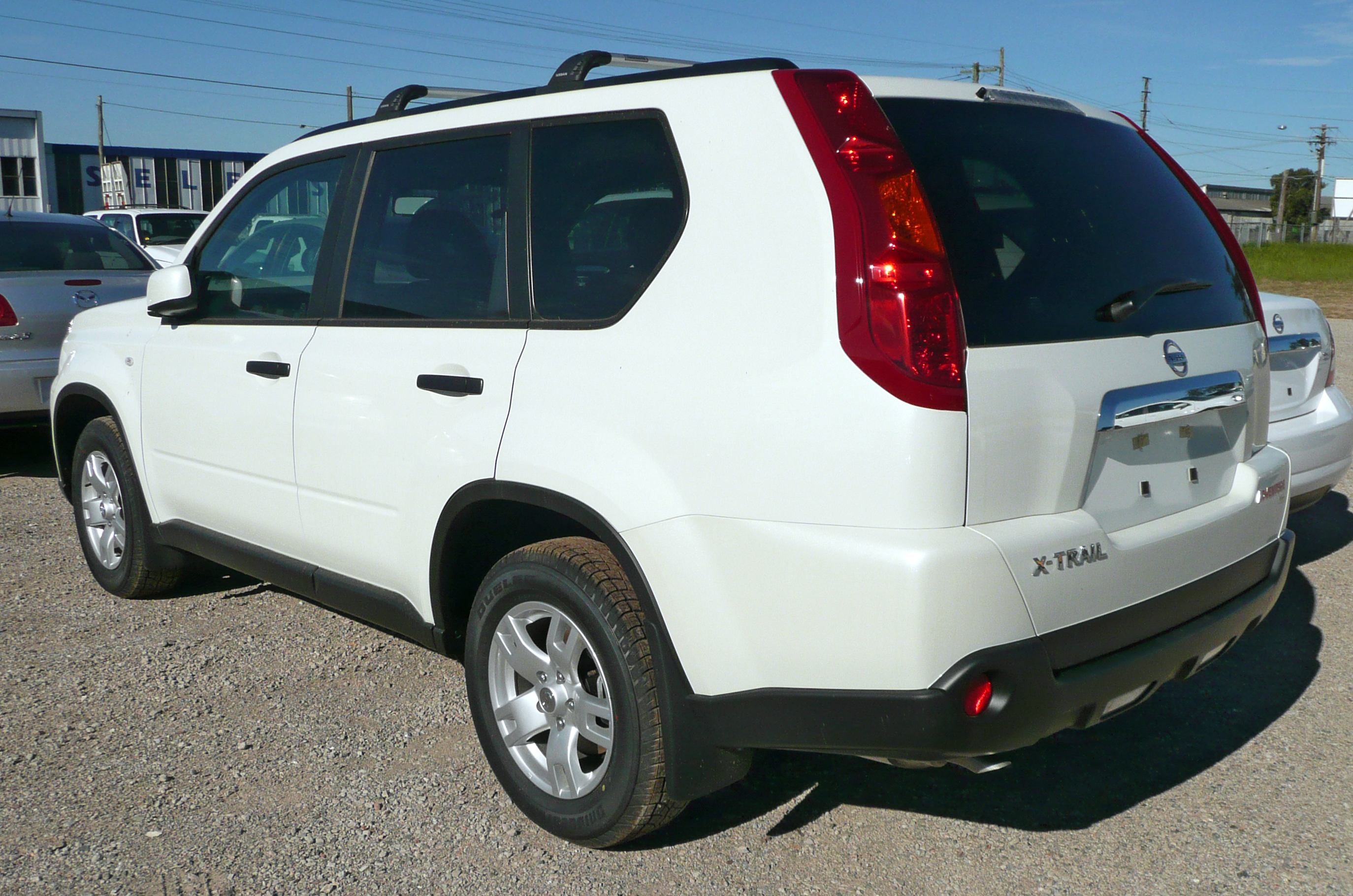
第一代奇骏，前期
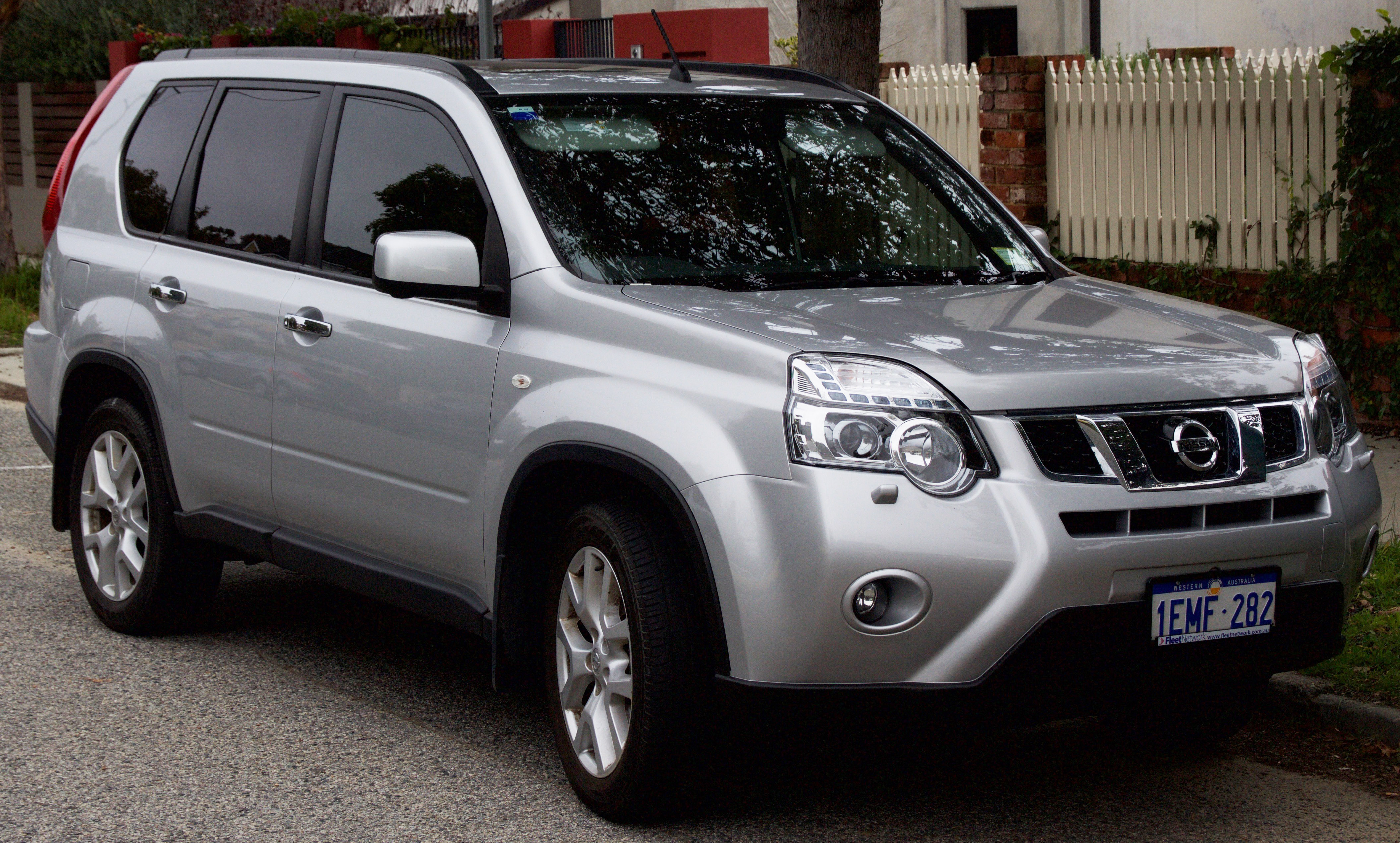
第二代奇骏，后期
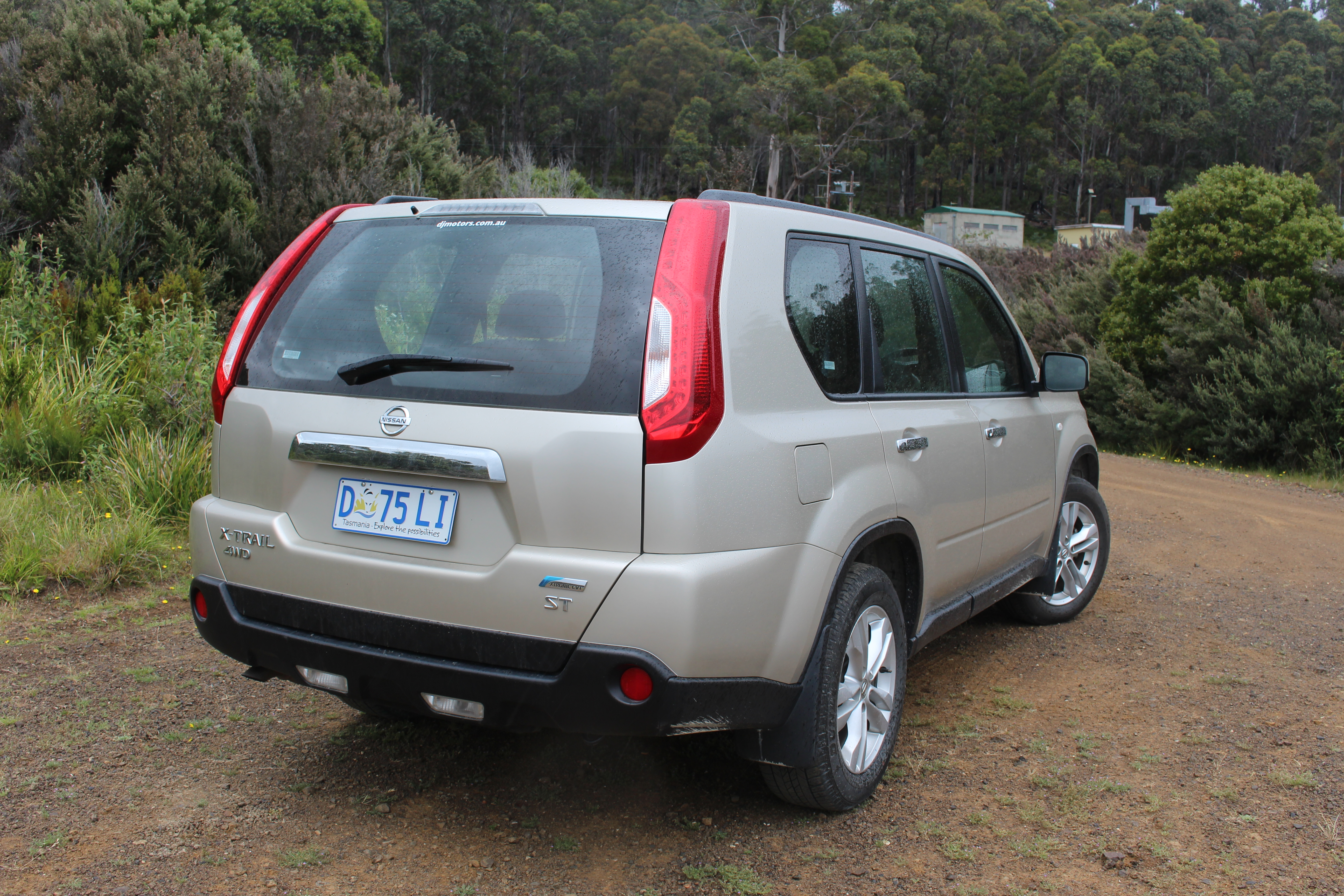
第二代奇骏，后期（2）

### 日產Rogue
同年12月，日產於北美上市了全新跨界SUV新款車系Rogue，台灣則是因策略因素，裕隆日產當時並未引進日規第二代Nissan X-Trail，而是以Rogue作為上市策略。2008年12月，裕隆日產正式發表日製進口Rogue，並於2009年2月正式進駐各大展間，Rogue動力部分採用排氣量2.5升直列四缸引擎，最大馬力170hp、最大扭力24.2 kg。變速系統則是Jatco製造的XTRONIC CVT電子無段變速箱。 

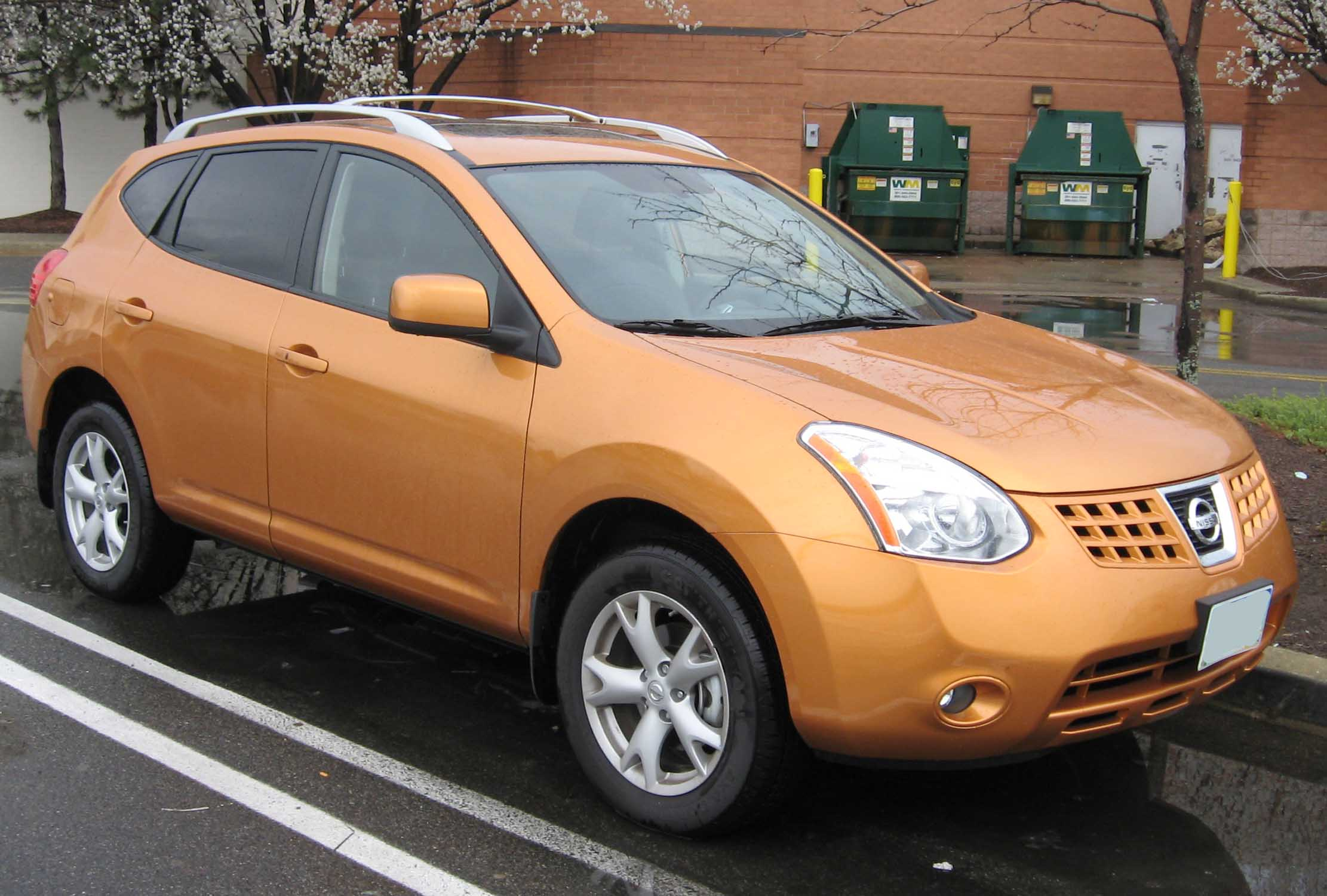
分支车型:日产Rogue

## 第三代（代号T32，2013年至2022年）
于2013年的法蘭克福車展上推出，以日产Rogue的名义於美國市場上市，前代Rogue則是以Rogue Select之名於美國繼續发行，可选混合动力车型，源自於日产在2012年日內瓦車展推出的Hi-Cross概念車，搭载1.3/1.6/2.0/2.5升直列四缸引擎（1.3/1.6升含涡轮增压，代号HR13DDT/MR16DDT/MR20DE/QR25DE）和6速手动变速箱、7速双离合变速箱以及无段式变速箱。
加入許多圓滑、動感的設計，並透過紓壓皮椅、金屬面版、鋼琴烤漆及行李廂變化等來營造車內質感。多元化的科技配置，包含儀錶板內嵌彩色MID顯示螢幕、以及中控台搭載車載平台。

#### 安全防護
第三代X-Trail標配防鎖死煞車系統（ABS）、電子制動力分配系統（EBD）、自排防爆衝系統（ASL）、斜坡起步輔助（HSA）、主動循跡控制（ATC）、胎壓偵測器（TPMS）、煞車輔助系統（BAS）及煞車優先系統（BOS）外，還有ARC、AEB和ATC，此外也將動態穩定系統（VDC）加入了標配項目之一。
被動安全部分，依車型不同安全氣囊最多可達6具，車體前後及方向盤使用附車體潰縮區設計，能有效分散並吸收衝擊力道，材質部分則使用高剛性ZONE BODY，第三代X-Trail在主/被動安全表現較舊款Rogue好。

#### 動力系統
Nissan X-Trail 2.0車型搭載直列4缸引擎，採用缸內直噴並搭載雙VTC連續可變汽門正時技術，變速系統為XTRONIC CVT無段變速附7速手自排，平均油耗達到每公升13.8公里 (歐規)。Nissan X-Trail 2.5，透過電子控制燃油噴射的技術，同樣也搭配XTRONIC CVT無段變速附7速手自排，油耗數字每公升12.8公里 (歐規)。

#### 台灣市場反應
第三代X-Trail於2015年5月於台灣上市，剛上市時，憑藉新車熱潮，在首月以1,343台銷售量，擊敗了以往在休旅車銷售穩坐龍頭的CR-V，爬上國產休旅車銷售量第一名的位置，更奠定了過去幾年Nissan X-Trail上市以來在國產休旅車銷售榜上的地位與其在台灣市場的影響力。但後來並沒有補齊市場主流的科技配備及排氣量編成，漸漸成為非國人選擇休旅車的熱門車系。

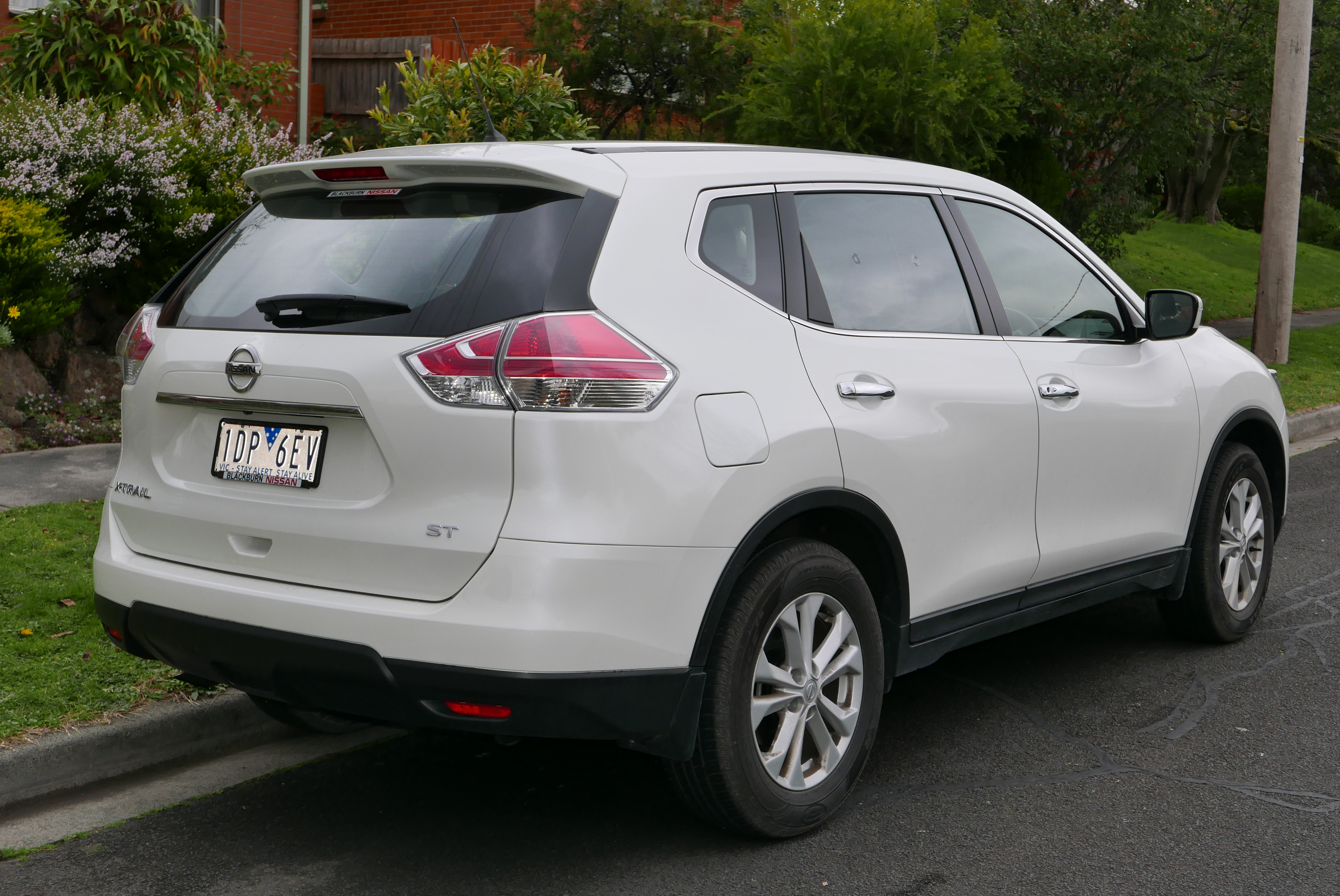
第三代奇骏（澳大利亚）
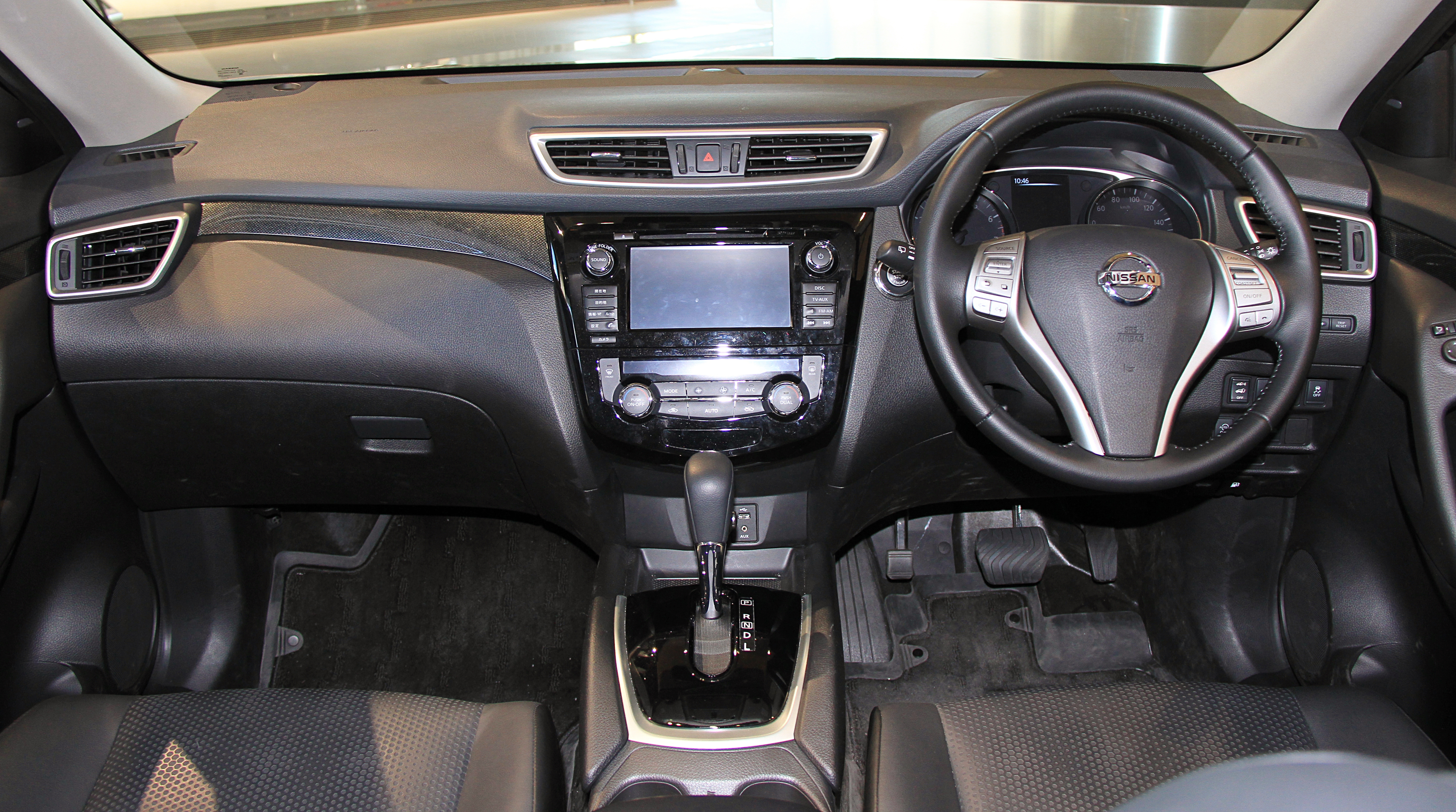
第三代奇骏的内饰

## 外部連結
- 日産：エクストレイル X-TRAIL スポーツ&スペシャリティ/SUV TOP （页面存档备份，存于）
- WEBカタログバックナンバー エクストレイル（T30・前期型）
- WEBカタログバックナンバー エクストレイル（T30・中期型）
- WEBカタログバックナンバー エクストレイル（T30・後期型）
- WEBカタログバックナンバー エクストレイル（T31・前期型）
- WEBカタログバックナンバー エクストレイル（T31・後期型） （页面存档备份，存于）
- WEBカタログバックナンバー エクストレイル（T32・前期型） （页面存档备份，存于）
- WEBカタログバックナンバー エクストレイル クリーンディーゼル（T31型） （页面存档备份，存于）
- エクストレイル CM情報 （页面存档备份，存于）